# Venuleu Saturní
Venuleu Saturní (en llatí Venuleius Saturninus) va ser un jurista romà que va viure al segle ii.
Lampridi diu que va ser deixeble de Papinià i conseller d'Alexandre Sever. Es coneixen alguns rescriptes d'Alexandre Sever i de Caracal·la dirigits a Venuleu Saturní.
Té alguns extractes seus al Digest d'on s'han tret els títols dels llibres.
Va escriure: 
- Decem Libri Actionum
- Sex Interdictorum Quatuor de Officio Proconsulis
- Tres Publicorum o De Publicis Judiciis
- Novemdecem Stipulationum

L'obra De Poenis Paganorum li és atribuïda erròniament per l'Índex Florentí.